# Rhonda Tiakia
Rhonda Tiakia Tomailuga, née vers 1989, est une femme politique niuéenne.

## Biographie
Issue d'une famille politique, elle est la petite-fille du docteur Enetama Lipitoa, premier ministre de la Santé de Niué en 1972, et la fille de John Operator Tiakia ; elle est la plus jeune de ses trois enfants. Présidente du Conseil de la Jeunesse de Niué, elle représente Niué à plusieurs sommets internationaux de la jeunesse, dont un en 2017 au Japon consacré à la réduction des risques de catastrophes naturelles, et un en 2018 à Bruxelles. Elle est également membre de la Commission de la Langue niuéenne, et est employée du service public comme agente de communication.
Son père représente le village de Lakepa au Parlement de Niué de 1996 à 2005 et de 2020 à 2023. Lorsqu'il décide de ne pas se représenter aux élections de 2023, Rhonda Tiakia est candidate dans la circonscription qu'il laisse vacante. Elle fait face à une unique autre candidate, Shield Utalo Palahetogia, remporte le siège avec 68,6 % des voix et entre ainsi au Parlement à l'âge de 34 ans, faisant d'elle la benjamine de l'assemblée,.